# Enrique Rocha
Enrique Miguel Rocha Ruiz (Silao, Guanajuato, 1940. január 5. – Mexikóváros, 2021. november 7.) mexikói színész.
Magyarországon a következő sorozatokból ismert: Megveszem ezt a nőt, Titkok és szerelmek, A szerelem ösvényei, és a Vad szív, és a Rabok és szeretők.

## Telenovellák
- Me declaro culpable (2017) .... Mauro Monroy
- Fiorella (Muchacha Italiana viene a casarse) (2014) .... Vittorio Dragone
- Rabok és szeretők (Amores verdaderos) (2012-2013) .... Anibal Balvanera
- Una Familia con suerte (2011) ....  Napoleon Villareal Cárdenas
- Vad szív (Corazón salvaje) (2009-2010) .... Rodrigo Montes de Oca
- Verano de amor (2009).... Vito Rocca
- Amor sin maquillaje (2007) .... Steve
- Lola, érase una vez (2007) .... Excelsior Maximus
- Rebelde (2004-2006)..... León Bustamante
- A szerelem ösvényei (Las vías del amor) (2002-2003).... Sebastián Mendoza
- Por un beso (2000-2001) .... Mariano Diaz de León
- Serafin (1999) .... Lucio
- Titkok és szerelmek (El privilegio de amar) (1998-1999) .... Nicolás Obregón
- Mi pequeña traviesa (1997-1998) .... Antonio
- Pueblo chico, infierno grande (1997) .... Prisciliano Ruán
- La antorcha encendida (1996) .... Félix María Calleja alkirály
- Dos mujeres, un camino (1993-1994) .... Ismael Montegarza
- Las secretas intenciones (1992) .... Doctor Daniel Baguer
- Megveszem ezt a nőt (Yo compro esa mujer) (1990) .... Rodrigo Montes de Oca
- Pasión y poder (1988) .... Eladio Gomez Luna
- Como duele callar (1987)
- Lista negra (1987)
- El ángel caído (1985) .... Álvaro
- Cuando los hijos se van (1983) .... Álvaro
- Espejismo (1981) .... Julio
- Vamos juntos (1979) .... Juan Cristobal
- No tienes derecho a juzgarme (1978)
- Marcha nupcial (1977) .... Fernando
- Mundo de juguete (1974) .... Tío Leopoldo 'Polo' Balboa
- La hiena (1973) .... Marcial García
- Cristina Guzmán (1966)
- La mentira (1965) .... Carlos

## Színház
- Morir en el golfo
- Muñeca reina (1971)
- Santa (1968)
- Tiempo de morir (1965)

## Filmek
- Mejor que nunca (2008)
- Serafín (2001) ...Lucio
- Historias violentas (1985)
- Satánico Pandemonium (1973)
- El monasterio de los buitres (1973)
- Apolinar (1972)
- El hombre y la bestia (1972)
- Satanás de todos los horrores (1972)
- Muñeca reina aka Queen Doll (1971) .... Eduardo
- El derecho de los pobres (1970)
- Espérame en Siberia, vida mía (1970)
- Primero el dolar (1970)
- Siete Evas para un Adán (1969) .... Carlos
- Misión cumplida (1970)
- Modisto de señoras (1969)
- Los amigos (1968)
- La cama (1968)
- Las infieles (1968)
- El club de los suicidas (1968) .... El Profeta
- La maestra inolvidable (1968)
- Las posadas (1968)
- Prohibido (1968)
- Santa (1968)
- Esta noche sí (1968)
- Chamuscada, La aka Tierra y libertad (1967)
- La endemoniada(1967)
- Damiana y los hombres (1966)
- La muerte es puntual (1965)
- El proceso de Cristo (1965)
- Tiempo de morir aka Time to Die (1965) .... Pedro Trueba
- Un alma pura (1965)
- Guadalajara en verano (1964) .... Juan